# 泰赖姆
泰赖姆，是匈牙利索博尔奇-索特马尔-贝拉格州所辖的一个村。总面积49.51平方公里，总人口653，人口密度13.2人/平方公里（2011年1月1日）。